# Sandstøbning
Sandstøbning er en teknik hvormed man støber en genstand ved lave formen i sand.

## Definition
Et sandstøbt emne eller et 'sandformet støbegods er en genstand, en metaldel, som er tilvirket ved at fremstille en form ud af en passende blanding af sand og additiver og hælde smeltet, flydende metal ind i denne forms hulrum. Metallet i formen bliver derefter nedkølet, indtil det er størknet. I den sidste fase skilles støbegodset fra sandformen.

## Formningsprincip
Følgende hovedoperationer indgår i støbegodsets fremstillingsproces (se skitse nedenfor):
1. En model der svarer til det endelige støbeemne presses i formsandsblandingen for at fremstille et tilsvarende hulrum i formen
2. Et indløbsystem til indføring af flydende metal etableres i formen
3. Modellen trækkes ud af formen
4. Formens hulrum fyldes med smeltet metal
5. Man venter et stykke tid indtil metallet i formen er størknet og afkølet
6. Sandformen knuses og støbegodset separeres fra sandrester.

## Formsand
Der er generelt to sandformningstyper. Den første er formning i grønsand som er en blanding af kvartssand, ler (bindemiddel), vand og andre tilsætningsstoffer. Navnet skyldes dens friske karakter pga. dets fugtighed i forhold til den anden type sand. Den anden er formning i et kemisk bundet sand. Den anden metode bruger tørt sand, der er blandet med kemiske stoffer som bindemidler der, efter hærdning danner en stabil og støbbar form. De kemiske stoffer kan være selvhærdende, under påvirkning af stoffer, som naturligt forefindes i luften, eller de kan hærde under påvirkning af et andet kemisk stof eller ved varmepåvirkning af formen. I tidernes løb blev der fremstillet en række kemiske stoffer, der kan anvendes som bindemidler til sandformningen. Der er stort set to slags kvartssandtyper, der bruges til formningsprocessen. Et natursand gravet ud af en sandbakke eller syntetisk sand som tilvirkes ved at vaske de sandkornfraktioner, som ikke er ønskelige, væk fra bakkesandet. Det syntetiske sand er dyrere, men brugen af det gør sandstøbeprocessen lettere at kontrollere. Derfor foretrækker man oftest det syntetiske sand.

## Håndformning
Ved begge formsandtyper kan sandblandingen enten pakkes manuelt eller mekanisk omkring modellen, for senere, efter afformning at danne et hulrum. Modellen består af to halvdele. Hver halvdel bliver formet som en separat formpart. For at styrke formen, og gøre den lettere håndterbar, bliver formen fremstiller i en ramme, som kaldes formkasse. Den er som regel lavet af jern. Hvis støbeemnets indvendige form kræver en speciel udformning, som ikke kan skabes ved grønsandsformning, bliver der lagt et stykke form ind i underparten, som svarer til emnets indvendige udformning. Dette stykke kaldes også for kerne og fremstilles separat i et kemisk bundet sand. Derefter bliver begge formparter samlet og spændt sammen. Nu mangler der bare at blive skåret en støbetragt, også kaldet støbekop, og en forbindelseskanal fra koppen til godsets hulrum i de samlede formhalvparter. Dette kaldes for metallets indløbsystem. Det er nu let at forestille sig, at smeltet metal med en bestemt sammensætning og egenskaber, hældes ned i tragten og via indløbskanalen flyder ind i støbegodsets formhulrum. Mens ét par nysamlede formhalvdele fremstilles på samme måde som de forrige, vil metallet i den først samlede form størkne. Den næste samlede form, der er klar til metalfyldning, vil følge den foregående og sådan fremdeles. Når metallet i formene er størknet og afkølet, presses sandformen ud af formkasserne, støbegodset separeres fra sand og indløbsystem og sendes videre til forarbejdning. Det brugte formsand, som under støbe- og afkølingsprocessen har delvis mistet sine egenskaber, sendes tilbage til sandmikser, tilsættes bestemte mængder af nye additiver (ler og vand og evt. andre) så det igen kan bruges som formmaterialet.

Se en side af et leksikon om lerbundetsandsformning på Internetet:

## Vigtige opfindelser indenfor støberiteknologi
Indtil begyndelsen af det 20nde århundrede var håndformning den eneste kendte måde at formgive støbte emner på. Siden da begyndte man at mekanisere formnings- og støbeprocessen for at kunne forsyne den hastigt voksende maskin- og automobilindustri med støbegods.
I 1924 satte Ford fabrikken i USA en rekord ved at producere 1 million biler. En meget stor del af bilen består af støbte dele. Den dag i dag forbruger bilindustrien en tredjedel af den samlede godsproduktion. Også maskin- og byggeindustri havde stigende brug for støbegods. Den stigende efterspørgsel før og under den første verdenskrig stimulerede til nye opfindelser i mekanisering og senere automatisering af sandstøbnings procesteknik.
Forbedringer blev foretaget i formningshastighed, formsand tilberedning, sand blandingsteknik, kernefremstillings processer og forøgelse af smeltningskapacitet i den hidtil langsomme jernsmeltning i gammeldags kupolovne. I 1912 blev en ryste-presse formemaskine opfundet af det amerikanske selskab Birdsley & Piper. I 1912 blev den første højkapacitets sandmikser med roterende plove markedsført af det amerikanske firma Simpson. I 1915 blev de første forsøg med bentonit-ler som grønsands bindemiddel indledt. Bentonitten begyndte at erstatte det simple kaolin-ler som tilsætningsstof til formsand. Dette forøgede sandstyrken, varmebestandigheden og formstabilitet betydeligt og derved støbegodsets målnøjagtighed. Det første fuldt mekaniserede støberi til fremstilling af håndgranater til den amerikanske hær blev åbnet i 1918. Mellemkrigstiden og tiden under den anden verdenskrig bød på en eksplosiv udvikling af materialevidenskaben, som bragte med sig opfindelse af nye metaltyper og deres fremstillingsmetoder. I 1930 blev der i USA konstrueret den første elektriske højfrekvens induktionsovn. I 1943 lærte man at fremstille sejjern ved at tilsætte magnesium til det hidtil velkendte og udbredte gråjern. I 1940 blev der for første gang anvendt termisk sandregenerering for bedre at kunne genanvende form- og kernesand.
I perioden efter anden verdenskrig blev støberiprocesserne udviklet eksplosivt. I 1952 blev skalformnings processen ("Shell moulding") udviklet og anvendt til både formning og kernefremstilling. I 1953 begyndte man at fremstille meget stabile kerner i kemisk bundet sand og i varmhærdet proces (hotbox). I 1954 blev for første gang anvendt en ny kernebinder, natriumsilikat (vandglas) som hærdede under påvirkning af CO2 fra den omgivende luft.

## Sandformnings- og støbningsprocesser til massefremstilling
Med den hurtige udvikling af bil-, maskin- og byggeindustrien var der brug for stadig højere produktivitet og kvalitet ved godsfremstillingen. Den tekniske og økonomiske udvikling imidlertid var så hurtig og gennemgribende, at karakteren af sandstøbningsprocesserne ændrede sig radikalt.

### Mekaniseret sandformning
De første mekaniserede sandformlinjer bestod af ryste-pressemaskiner, hvor formsand blev slynget ned over modellen placeret i en jernkasse og derefter komprimeret ved hjælp af mekaniske vibrationer og en manuel og senere mekanisk stampning. Færdige forme blev samlet og sat sammen på stropper med kraner og hejseværker. Derefter blev de færdige forme manuelt skubbet ud på et rulletransportanlæg og ført til støbning og afkøling. Det størknede støbegods blev slået ud af sandforme på vibrationstransportør og ført til videre forarbejdning.

### Automatiske højtryks-sandformlinjer
Øgede kvalitetskrav gjorde det nødvendigt at øge formstabiliteten ved at anvende formningsmetoder med stadigt stigende sandkomprimeringstryk i formkasserne. I begyndelsen af halvtredserne blev der udviklet højtryks formeanlæg med automatisk håndtering af forme. De første linjer baserede sig stadig på ryste-presse teknikken og pneumatisk, senere hydraulisk drevne hjælpeoperationer.

#### Horisontale kasseformanlæg
I de første automatiske horisontale formlinjer blev sandet skudt eller slynget omkring modellen i kassen, og presset med hydraulisk tryk på op til 140 bar. Den efterfølgende formhåndtering, som formvending, samling og udslagning på en vibrationstransportør, blev gennemført automatisk.
I slutningen af halvtredserne blev hydrauliske stempelsystemer anvendt til sandkomprimering i kasserne. Ved hjælp af denne metode kunne man fremstille langt mere stabile og præcise forme, end det var muligt at gøre manuelt eller pneumatisk. I slutningen af tresserne konstrueredes de første såkaldte impulsformeanlæg, hvor sandet blev komprimeret af en lynhurtig dekomprimering af trykluft eller anden gasart over formsandet pakket omkring modellen i formkassen. Det generelle funktionsprincip af de fleste horisontale kasse formanlæg er vist på skitsen nedenfor.
Der er i dag mange producenter af automatiske horisontale kasseanlæg. De største ulemper ved disse systemer er et høj reservedelsforbrug på grund af mange bevægelige dele, behovet for lagring, transport og vedligeholdelse af kasser og produktivitet begrænset typisk til omkring 90 -120 forme/time pr formemaskine.
I begyndelsen af tresserne blev der i USA konstrueret en horisontal formemaskine til fremstilling af kasseløse forme ved hjælp af modeller monteret på begge sider af en modelplade (match-plate princip).

#### Vertikal kasseløst formanlæg
I slutningen af halvtredserne begyndte støberierne, ligesom alle andre industrivirksomheder, at spare på omkostninger, i særdeleshed ved at reducere behovet på arbejdskraft. Støberierne havde stadig større behov for høj produktivitet og højere godskvalitet. Det kunne gøres blandt andet ved at eliminere menneskefejl og ved at øge godsets høje dimensionale nøjagtighed. Dette krævede højere automatisering.
I 1962 implementerede et danskejet firma Dansk Industri Syndikat A/S (DISA) en genial idé af en dansk opfinder. Ideen gik ud på at forme sand vertikalt og uden anvendelse af formkasser. Det første automatiske DISA formanlæg så dagens lys i 1962 og kunne producere op til 240 komplette sandforme i timen.
I dag kan en moderne DISA formlinie fremstille op til 550 sandforme i timen (en komplet form for hver 6,5 sekunder) og der kræves kun én man til overvågning. Maksimal partsforskydning af halvparter på støbegods fremstillet på en DISA linje overstiger ikke 0,1 mm. Bortset fra den høje produktivitet, lavt arbejdskraft forbrug og dimensional nøjagtighed af støbegodset, sikrer DISA linjer en effektivitet på op til 98%.
Der findes stort set ingen andre producenter af vertikale kasseløse formanlæg af betydning i verden.

#### Match-plate sandformning
Match-plate princippet, hvor de to modelhalvparter er monteret på modsatte sider af samme modelplade blev udviklet og patenteret i 1910. Men først i begyndelsen af tresserne lancerede det amerikanske selskab Hunter Automated Machinery Corporation sin første automatiske kasseløse, horisontale formemaskine til anvendelse af match-plate modelprincippet.
Metoden er, i lighed med DISA's vertikale formningsprincip, kasseløs, men formene bliver fremstillet, samlet og transporteret vandret. Siden da er match-plate metoden videreudviklet og forbedret. De vigtigste leverandører af match-plate formanlæg, ud over Hunter er DISA Industries og Heinrich Wagner Sinto. Match-plate formningsteknologi anvendes i dag i vidt omfang, især i USA, Kina og Indien. Dens store fordel er billige modeller, hurtig udskiftning af modeller og dermed lettere fremstilling af støbegods i korte serier. En moderne match-plate maskine kan fremstille stabile forme. Ved stive og stabile maskinkonstruktioner, som for eksempel DISA Match modellen, kan partsforskydning mellem godsets halvparter reduceres til mindre end 0,15 mm og dermed reduceres godsets rensningsbehov væsentligt.
Funktionsprincippet i DISAs match-plate formanlæg er vist på skitsen nedenfor.

## Udvalgt bibliografi
- ”A Sand Casting Manual for the Small Foundry”, Volume 1 & 2 (Paperback), Stephen D. Chastain
- ”Manufacturing Engineering and Technology”, Serope Kalpakjian, Steven R. Schmid, pgs 289-295
- ”The Complete Handbook of Sand Casting”, C. W. Ammen